# نزدیک‌تر (ترانه ناین اینچ نیلز)
«نزدیک‌تر» (به انگلیسی: Closer) نام ترانه‌ای است که ترِنت رِزنر آن را نوشته‌است و اولین‌بار در آلبوم مارپیچ رو به پائین سال ۱۹۹۴ ناین اینچ نیلز منتشر شد. «نزدیک‌تر» که طبق سیستم شماره‌گذاری منحصر به آثار ناین اینچ نیلز (Halo numbers) با عنوان Halo 9 هم شناخته می‌شود در میانهٔ سال ۹۴ به‌صورت تک‌آهنگ هم روانهٔ بازار شده‌است. بیشتر نسخه‌های مختلف تک‌آهنگ با نام «نزدیک‌تر به خدا» منتشر شدند.
به رغم محتوای رُک و توهین بی‌پروایانهٔ جنسی موجود در متن ترانه «نزدیک‌تر» در زمان انتشارش تبدیل به موفق‌ترین اثر اِن‌آی‌اِن تا آن‌روز شد. این ترانه جایگاه رزنر را به‌عنوان یک ستارهٔ موسیقی اینداستریال تثبیت کرد و تابه‌امروز به‌عنوان معروف‌ترین ترانهٔ او شناخته‌می‌شود. نسخه‌های به‌شدت سانسور شدهٔ «نزدیک‌تر» و ویدئویَ‌ش که به اندازهٔ خود آهنگ صریح و جنجالی بود به دفعات-که تعدادش با توجه به محتویات ترانه و ویدئو قابل توجه بود- از ایستگاه‌های رادیویی و ام‌تی‌وی پخش شدند.

## ویدئو
ویدئوی «نزدیک‌تر» که توسط مایک رومانیک و در آوریل ۱۹۹۴ ساخته شده‌بود، برای اولین‌بار در ۱۲ مه همان‌سال پخش شد. این نسخه کوتاه‌شدهٔ نسخهٔ اولیه بود و زمان‌اش به ۴ دقیقه و ۳۶ ثانیه کاهش یافته‌بود. ویدئو با استقبال همراه بود و عاملی برای موفقیت اِن‌آی‌اِن شد.
ویدئو اتفاق‌هایی را در مکانی که یادآور فضای کلیشه‌ای «آزمایشگاه خاک‌گرفته و قرن نوزدهمی یک دانشمند روانی» است به تصویر می‌کشد. موضوع و کاراکترهای مورد اشاره متعدد و مرتبط با مضامین مختلفی مانند مذهب، تمایلات جنسی، حیوان‌آزاری، سیاست و وحشت هستند.
تصاویر ویدئو که تا حد زیادی جنجال‌برانگیز بودند شامل نمایش یک دختر برهنه با ماسکی که بر روی آن یک شمایل مسیح مصلوب وجود داشت، یک میمون که به صلیب کشیده شده‌بود، سَر بریدهٔ یک خوک که روی نوعی ماشین به‌دور خود می‌چرخید، یک تصویر نقاشی شده از فرج، یک لاشهٔ ۲ شَقه شدهٔ بزرگ که میان فضا معلق بود و خود رزنر درحالی که ملبس به وسائل سکس مازوخیستی به زنجیر کشیده‌شده بود، می‌شدند.
یکی از بخش‌های تکرارشوندهٔ ویدئو صحنه‌ای است که رزنر در حالی که میان زمین و هوا معلق است و لباس چرمی برتن دارد دور خود می‌چرخد، به‌شکلی که بیننده احساس می‌کند او با ریسمان‌های نامرئی هدایت می‌شود. در بخش‌هایی هم او در حالی‌که یک عینک قدیمی خلبانی برچشم دارد روبروی یک دستگاه تولید باد، ترانه را اجرا می‌کند. به‌نظر می‌رسد ایدهٔ ساخت این بخش ملهم از آثار جوئل-پتر ویتکین (عکاس آمریکایی) باشد. «نزدیک‌تر» یکی از دو ویدئوی ساختهٔ رومانیک است که در مجموعهٔ دائمی موزهٔ هنر مدرن نیویورک نگهداری می‌شود. دیگری «Bedtime Story» مدونا است.
نسخهٔ ادیت‌نشدهٔ ویدئو در سال ۱۹۹۴ و در برنامهٔ راک‌های داغ تلویزیون پلی‌بوی نمایش داده‌شد. این نسخه یک‌بار هم در سال ۲۰۰۲ و در برنامه‌ای در ام‌تی‌وی۲ که به جنجال‌برانگیزترین ویدئوهای پخش‌شده از ام‌تی‌وی اختصاص داشت نمایش داده‌شد. به‌خاطر تصاویر «نزدیک‌تر» و دیگر ویدئوها زمان پخش این برنامه دیروقت بود.

«نزدیک‌تر» در سال ۲۰۰۶ و در رده‌بندی «۲۰ ویدئوی برتر تمامی دوران» در وی‌اچ‌وان کلاسیک رتبهٔ نخست را به‌خود اختصاص داد. رزنر در رابطه با ویدئو گفته‌است:
از نادرترین چیزهایی که رخ‌داده‌است، با دیدن ویدئو ترانه نوای بهتری برای من دارد. و آن ترانهٔ من است.— پایان نقل‌قول
نسخهٔ ادیت‌نشدهٔ ویدئو در مجموعه آثار تصویری اِن‌آی‌اِن باعنوان Closure، دی‌وی‌دی مارپیچ رو به پائین و بخش چهارم مجموعه موزیک‌ویدئوهای Directors Label (به‌عنوان یکی از آثار مایک رومانیک) منتشر شده‌است.